# Konrad Gottlob Anton

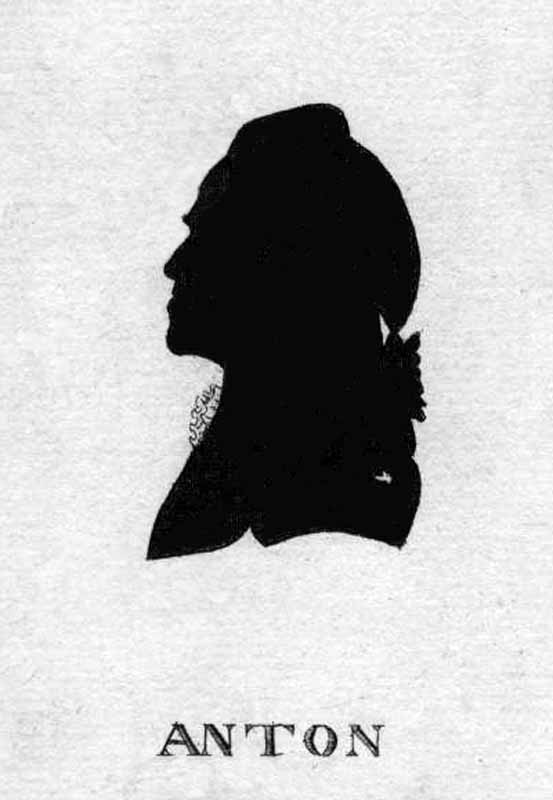
Scherenschnitt von Konrad Gottlob Anton

Konrad Gottlob Anton (* 29. November 1745 in Lauban; † 4. Juli 1814 in Dresden) war ein deutscher Linguist und Orientalist.

## Leben
Konrad Gottlob wurde als Sohn des Gürtlers Konrad Anton und seiner Frau Maria Magdalene Zimmer – der Tochter eines Sattlers – geboren. Sein Vetter war Karl Gottlob von Anton. Anton studierte in Leipzig und hielt nach dem Abschluss seiner Studien 1770 dort Vorlesungen. Ab 1775 übernahm er die Professur für orientalische Sprachen und der klassischen Philologie an der Universität Wittenberg, die er bis zum Ende der Universität 1813 wahrnahm.
Der Unterricht umfasste neben dem Hebräischen und den nächstverwandten Sprachen das Chaldäische, Syrische und Rabbinisch Talmudische, zeitweise auch das Persische, Äthiopische und Arabische. Das Ziel war, die Auslegung des Alten Testaments durch Heranziehung möglichst vielsprachiger Texte zu fördern und zu sichern, wozu man in besonderen Vorlesungen über biblische Hermeneutik und kritikfeste Grundsätze zu gewinnen bestrebt war. Außerdem wurden die hebräischen Altertümer, meist in Anlehnung an den Lepticus, vorgetragen.
Der theologische Einschlag war bei den Professoren und ihrer Lehrweise unverkennbar, der aber die Unentbehrlichkeit methodischer Quellenkritik gegenüber der Überlieferung der heiligen Schrift betonte. Dazu wurden zahlreiche dahin zielende Einzeluntersuchungen veröffentlicht. Mitteilungen und Notizen aus der gelehrten Tätigkeit der Zeit der Theologie, Philosophie, Kirchen und Literaturgeschichte, wurden in der „Bibliotheca theologico-philologico-philosophico-historica“ zusammengefasst.
Auch versuchte er in einer Abhandlung von der alten hebräischen Tonkunst und einer Erklärung des Hohenliedes (1800) die hebräischen Liedmelodien zu bestimmen; ferner bemühte er sich um schematische Sonderung der messianischen Weissagung (1786) und eine Umdeutung des Buches Jona (1794). Musikgeschichtlich können seine Werke nur als Kuriosa gewertet werden. In seinen späteren Jahren beschäftigte er sich mit der Sprachverwandtschaft von Sprachen zur russischen Sprache. Durch die hervorgerufenen Ereignisse der Befreiungskriege ging er nach Dresden, wo er 1814 verstarb.
Anton hatte am 23. September 1776 die Tochter eines Konsistorialpronotars Caroline Louise Sophie Lüder geheiratet. Aus dieser Ehe ging der Sohn Karl Gottlieb Anton hervor.

## Werke
- Coniectura de metro Hebraeorum antiquo psalmorum exemplis illustrata. Langenhem, Leipzig 1770. (Digitalisat)
- Vindiciae disputationis de metro Hebraeor. antiquo a dubitationis virorum doctorum. Leipzig 1771, Pars II 1772
- Uebersetzung des hohen Liedes. Leipzig 1772
- Treue Uebersetzungen hebräischer, griechischer und lateinischer Gedichte. Crusius, Leipzig 1772. (Digitalisat)
- Alte Kirchenlieder in die heutige Mundart übertragen. Leipzig 1772 6. Stücke
- Disp. de vita communi Metaphysices et Logices commendatrice habita pro loco in ordine Philosophorum obtinendo. Leipzig 1773
- Von den Christenthume als dem einzigen Verwahrungsmittel wider die Zweifel an der göttlichen Vorsorge. Leipzig 1774 (eine Predigt)
- Progr. disciplina virtutis ex notione habitus. Wittenberg 1775
- Uebersetzung der Schilderung einer guten Gattin, in dem Sylbenmasse des Originals. Wittenberg 1776
- Lateinisches Lexikon zum Gebrauche der Schulen. 1777
- Novam loci 1 Sam. 6, 19 interpretandi ratio. Wittenberg 1780. (Digitalisat)
- Rationem prophetias Messianas interpretandi certissimam nostraeque aetati accommodtanissimam exponit C. S. Anton. Dessau 1786. (Digitalisat)
- De verisimillima librum Jonae interpretandi ratione. Tschiedrich, Wittenberg 1794.
- Salomonis carmen melicum quod canticum canticorum dicitur. Dürr, Wittenberg 1800. (Digitalisat)
- De lingua russica ex eadem cum samserdamica matre orientali prognata. Adiectae sunt observationes de eiusdem linguae cum aliis cognatione et de primis Russorum sedibus. Seibt, Wittenberg 1809.